# Bembrops raneyi
Bembrops raneyi är en fiskart som beskrevs av Thompson och Suttkus, 1998. Bembrops raneyi ingår i släktet Bembrops och familjen Percophidae. Inga underarter finns listade.